# Обичай само мен
„Обичай само мен“ (на полски: Kochaj tylko mnie) е полска комедия от 1935 година на режисьора Марта Франц.

## Актьорски състав
- Лидия Висоцка – Ханка
- Кажимеж Юноша-Стемповски – Жарски
- Витолд Захаревич – Стефан Гузецки
- Хелена Гроссовна – Люлю Блиска
- Михал Знич – Фламберг
- Владислав Грабовски – Хиполит Карч
- Збигнев Раковецки – танцьор
- Барбара Гилевска – гардеробиер
- Станислав Шелански – Пентек
- Юзеф Кондрат – куриер